# メリダ・インダストリー

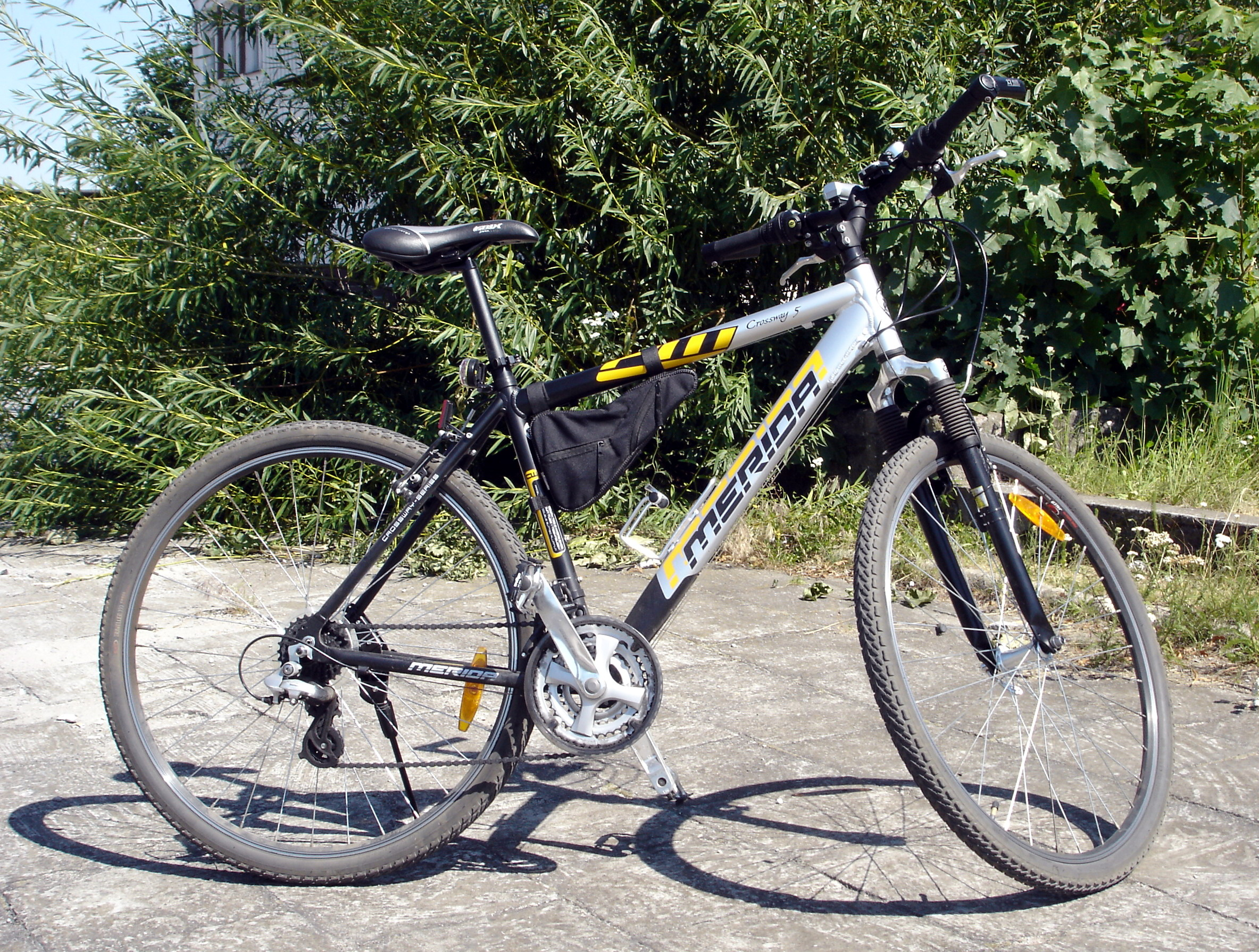
Crossway

メリダ・インダストリーは、台湾の自転車メーカーである。

## ヒストリー
1972年創業。2012年現在台湾第二の自転車メーカーで、ジャイアント・マニュファクチャリングに次ぐ。製造工場のある台湾本社の他、1998年にドイツのシュトゥットガルト近郊のマグシュタッドにある、MERIDAヨーロッパR&Dセンターが創設され、自転車の設計は現在そちらで行われている。

## 生産技術
関連会社のスペシャライズドを始めとしたアメリカの自転車ブランドのOEM生産を多く手がけるかたわら、自社ブランドの開発にも力を注いでいる。優れた製造技術を持ち、世界でも稀なマグネシウムフレームの製造を行っていたこともあり、カーボンやアルミニウムの加工も独自の技術で世界をリード。品質の安定化にフレームの量産にロボット溶接や、自動化された静電塗装技術がとり入れられている。
ライン工程では、ある一定の技術試験にパスした資格者でなければその高度な工程に携わることができない、徹底した生産管理システムが構築されている。

## 日本でのビジネス
1992年、日本に駐在員事務所を構える。1993年ブリヂストンサイクルと提携し、2009年の低価格帯モデルまで販売はブリヂストンサイクルが行っていた。
2009年、ミヤタサイクルと日本国内の販売総代理店契約を締結し本格的に日本進出を開始。2010年にはミヤタサイクルの株式の30％を保有するようになる。その後ミヤタサイクルの親会社「モリタホールディングス」がメリダへの株式売却を進め、2019年7月1日、モリタホールディングスが、保有していたミヤタサイクル株式の残りをすべてメリダに売却。これを以ってミヤタサイクルは正式にメリダグループの一員となった。
その後2020年7月1日付けで、株式会社ミヤタサイクルの社名を「メリダジャパン株式会社」に変更。同時に会社分割（新設分割）し、メリダジャパン100％出資の新会社「株式会社ミヤタサイクル」にミヤタブランド事業を移管。以降、メリダとミヤタのブランドは各法人で事業を展開する。

## メリダ・チーム
MULTIVAN MERIDA BIKING TEAMはマウンテンバイクの世界トップクラスのチームで、女子XCアテネ五輪の金メダリストにして、世界選手権XCOを5回制したガン・リタ・ダールや、2007年のマラソンXC世界選手権を制したラルフ・ナフそして2010年のXCO世界チャンピオンで、3度のオリンピック入賞経験を持つホセ・ヘルミダを抱える。
日本でも2012年からMIYATA-MERIDA BIKING TEAMが始動。国内トップクラスの斉藤亮をエースに、2012年ジャパンシリーズでは自己ベスト6位になる井本京吾の活躍によってMTB界を盛り上げている。斉藤は、2012年9月現在の個人総合と、チームでのナショナルポイントランキングで1位となっている。
さらにMERIDAは、2013年1月1日をもってUCIワールドツアーに参戦することを発表。これまで輝かしい戦歴を収め、日本でも高い人気を誇るUCIプロチーム「ランプレ(Lampre)」と、今後3シーズンの間、MERIDAの超軽量ハイエンド機材をチームに供給し、「チーム・ランプレ・メリダ（Team Lampre-MERIDA）」としてUCIワールドツアーで戦っていくことに合意し、既に正式契約を締結。剛性・軽量・振動吸収性を高い基準を満たした最新鋭の機材“SCULTURA SL”スクルトゥーラ エスエルで参戦を発表。
Team Lampre-MERIDAは、ジロ・デ・イタリア、ブエルタ・ア・エスパーニャ、ツール・ド・フランスといった世界ビッグレースに参戦するのみならず、優秀な成績を上げることができると期待されている。加えて、世界のエリートライダーの要求に応えることの出来るタイムトライアル用バイクを新開発しており、2013年初頭には発表予定。更にチーム用特別仕様バイクとしてパリ・ルーべに代表されるパヴェ（石畳）を走るクラシックレース用、あるいはスプリンター向けのエアロダイナミックスモデル等も投入すると発表。
また日本限定で販売されているJAPAN MODELも販売。例えば低価格帯のクロスバイクに英式バルブのタイヤチューブが用いられているなど、初心者にも扱い易いモデルの開発も取り組んでいる。